# Infanticide féminin en Chine
 (décembre 2023).
Le contenu est difficilement compréhensible vu les erreurs de traduction, qui sont peut-être dues à l'utilisation d'un logiciel de traduction automatique.
 (décembre 2023).
La mise en forme du texte ne suit pas les recommandations de Wikipédia : il faut le « wikifier ».
Les points d'amélioration suivants sont les cas les plus fréquents :
- Les titres sont pré-formatés par le logiciel. Ils ne sont ni en capitales, ni en gras.
- Le texte ne doit pas être écrit en capitales (les noms de famille non plus), ni en gras, ni en italique, ni en « petit »…
- Le gras n'est utilisé que pour surligner le titre de l'article dans l'introduction, une seule fois.
- L'italique est rarement utilisé : mots en langue étrangère, titres d'œuvres, noms de bateaux, etc.
- Les citations ne sont pas en italique mais en corps de texte normal. Elles sont entourées par des guillemets français : « et ».
- Les listes à puces sont à éviter, des paragraphes rédigés étant largement préférés. Les tableaux sont à réserver à la présentation de données structurées (résultats, etc.).
- Les appels de note de bas de page (petits chiffres en exposant, introduits par l'outil «  Source ») sont à placer entre la fin de phrase et le point final[comme ça].
- Les liens internes (vers d'autres articles de Wikipédia) sont à choisir avec parcimonie. Créez des liens vers des articles approfondissant le sujet. Les termes génériques sans rapport avec le sujet sont à éviter, ainsi que les répétitions de liens vers un même terme.
- Les liens externes sont à placer uniquement dans une section « Liens externes », à la fin de l'article. Ces liens sont à choisir avec parcimonie suivant les règles définies. Si un lien sert de source à l'article, son insertion dans le texte est à faire par les notes de bas de page.
- La présentation des références doit suivre les conventions bibliographiques. Il est recommandé d'utiliser les modèles {{Ouvrage}}, {{Chapitre}}, {{Article}}, {{Lien web}} et/ou {{Bibliographie}}. Le mode d'édition visuel peut mettre en forme automatiquement les références.
- Insérer une infobox (cadre d'informations à droite) n'est pas obligatoire pour parachever la mise en page.

Pour une aide détaillée, merci de consulter Aide:Wikification.
Si vous pensez que ces points ont été résolus, vous pouvez retirer ce bandeau et améliorer la mise en forme d'un autre article.
 (février 2024).
L'infanticide féminin en Chine a une histoire vieille de 2 000 ans. Les missionnaires chrétiens ont noté des bébés abandonnés dans des rivières ou des décharges au XVIe siècle,. Au XVIIe siècle, Matteo Ricci a documenté cette pratique, indiquant la pauvreté comme principale raison. Même si elle a diminué au XIXe siècle sous l’ère communiste, la politique de l'enfant unique au début des années 80 a ravivé ce problème. En 2020, le recensement a montré un ratio hommes/femmes historiquement bas (105,07 pour 100) en Chine continentale. Chaque année, près de deux millions de cas d'infanticide féminin sont enregistrés en Chine et en Inde.

## Histoire

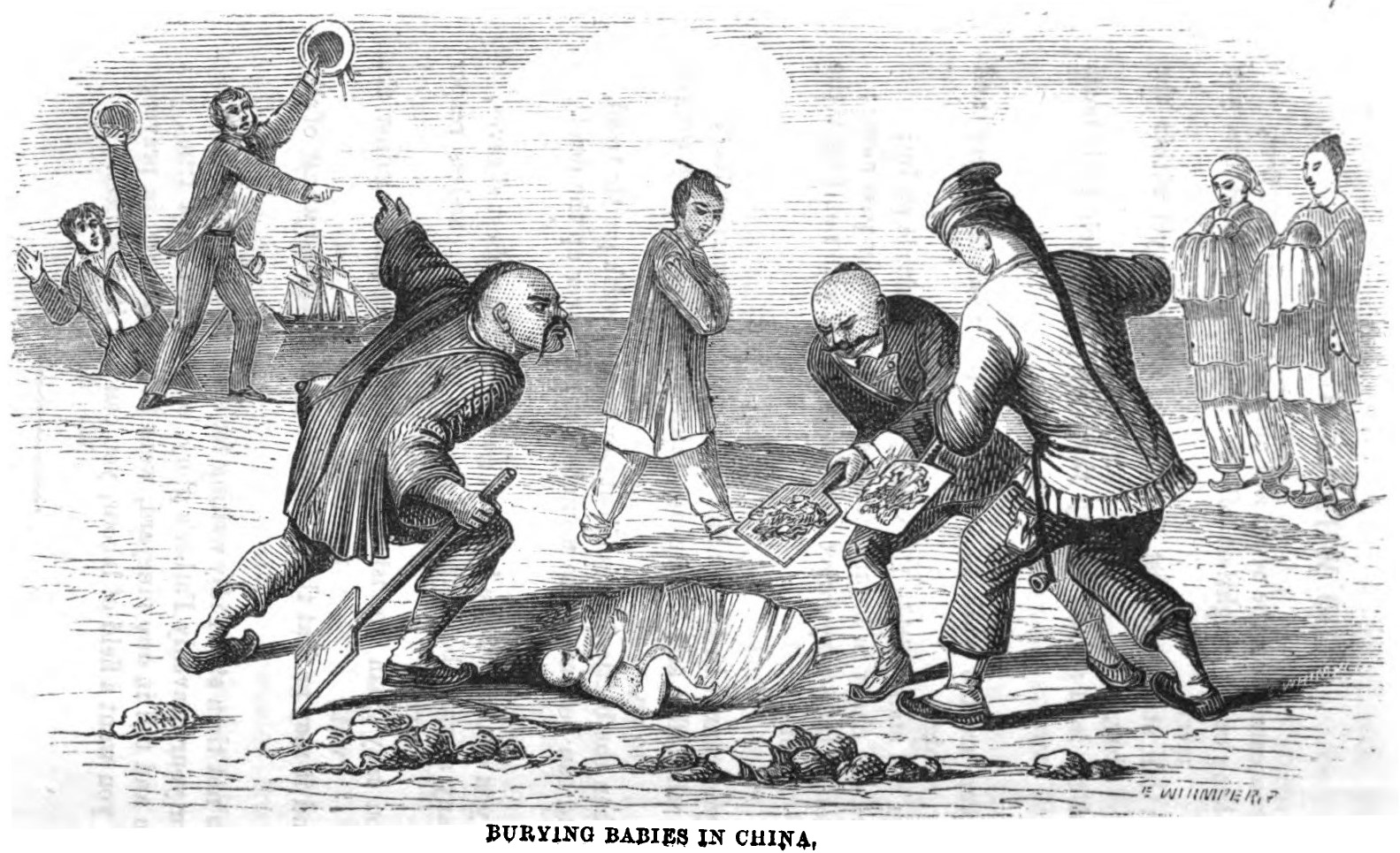
Enterrement de bébés en Chine (p.40, mars 1865, XXII).

L'infanticide est influencé par le confucianisme en Chine, où les garçons sont souvent plus désirés que les filles.

### 19esiècle
Au XIXe siècle, cette pratique était très répandue en Chine. Les documents des Qing indiquent l'usage répandu du terme "ni nü" (noyer les filles) et la noyade comme méthode principale pour tuer les nouveau-nés de sexe féminin. D'autres méthodes incluaient la suffocation, la famine[a]. L'exposition aux éléments était également utilisée : les bébés étaient placés dans des paniers accrochés aux arbres, et des "tours à bébés" ont été établis dans des monastères bouddhistes pour abandonner les enfants.

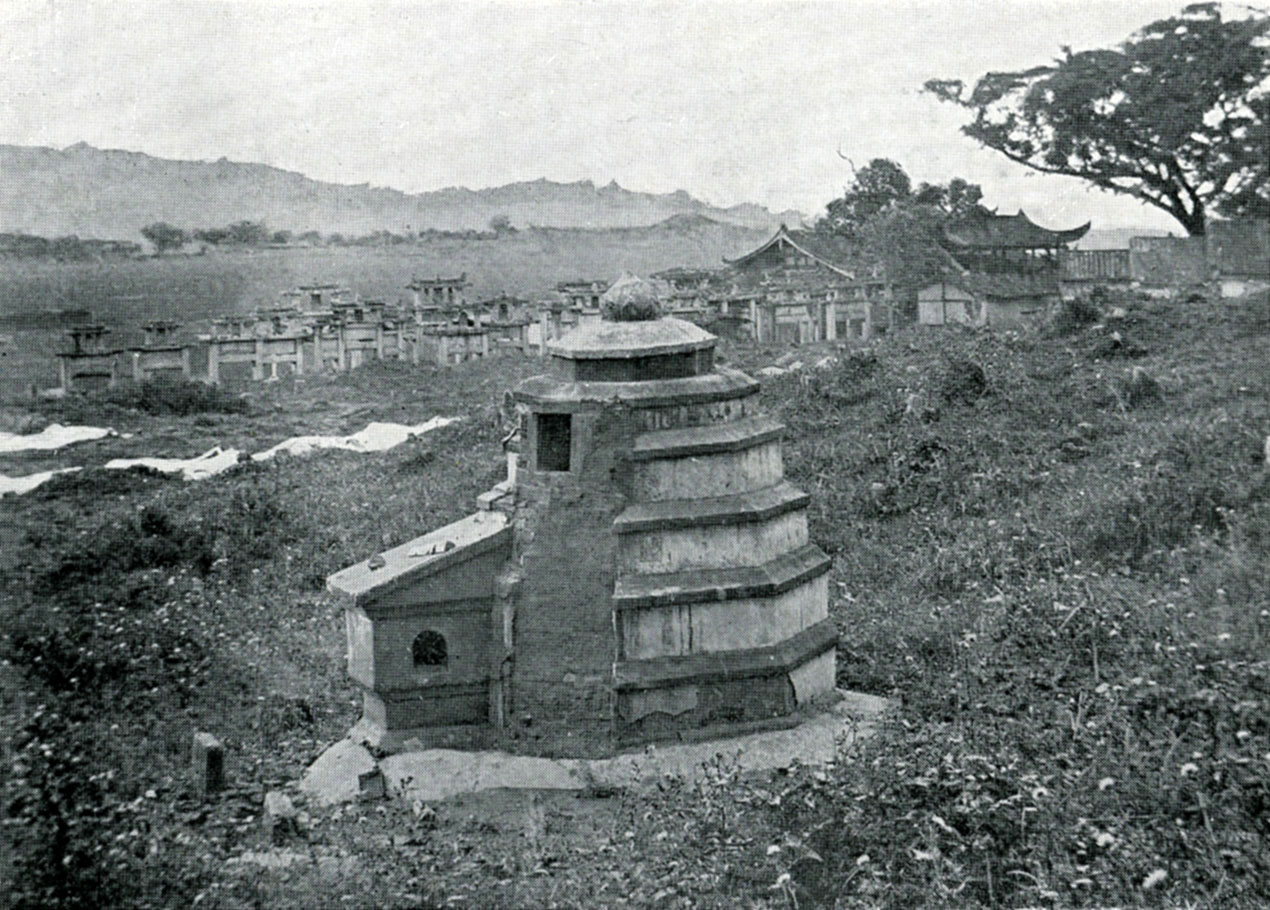
"Tours à bébés" dans la province de Fujian

En 1845, un missionnaire a rapporté qu'à Jiangxi, les bébés exposés aux éléments survivaient parfois jusqu'à deux jours, leurs cris ignorés par les passants. En 1844, un autre missionnaire, David Abeel, a noté qu'entre un quart et un tiers des bébés filles étaient tués peu après leur naissance.
En 1878, le missionnaire jésuite français Gabriel Palatre a compilé des documents de 13 provinces, et l'association de la Sainte-Enfance a également trouvé des preuves d'infanticide dans le Shanxi et le Sichuan. D'après les données de Palatre, cette pratique était plus courante dans les provinces du sud-est et dans la région du bas Yangtsé.

### 20esiècle
En 1930, Rou Shi, un membre important du Mouvement du 4 mai, a écrit la nouvelle intitulée "Une mère esclave", illustrant la pauvreté extrême des communautés rurales comme cause directe de l'infanticide féminin.

#### La politique de l'enfant unique
La politique de l'enfant unique a été introduite en Chine en 1979. À cette époque, de nombreux parents préféraient avoir des fils. Cela a conduit à l'avortement ou à l'abandon des bébés filles. Les parents croyaient que les garçons pourraient mieux gagner leur vie que les filles, créant ainsi une perception selon laquelle avoir des filles serait une charge économique. Cette mentalité a rendu l'infanticide féminin plus acceptable.
Un livre blanc publié par le gouvernement chinois en 1980 a décrit l'infanticide féminin comme un "mal féodal". Officiellement, l'État considérait cette pratique comme un vestige du passé féodal plutôt que comme une conséquence directe de la politique de l'enfant unique. Pourtant, selon Jing-Bao Nie, l'idée qu'il n'y aurait "aucun lien" entre les politiques de planification familiale de l'État et l'infanticide féminin serait "inconcevable".
Le 25 septembre 1980, dans une "lettre ouverte", le bureau politique du parti communiste chinois a encouragé les membres du parti et de la Ligue de la jeunesse communiste à n'avoir qu'un seul enfant, afin de donner l'exemple. Cependant, dès le début de cette politique, des inquiétudes ont émergé concernant un déséquilibre dans la proportion des sexes. Au début des années 1980, les responsables gouvernementaux ont exprimé leur inquiétude croissante face aux rapports indiquant des abandons et des infanticides de filles par des parents désespérés de donner naissance à un garçon. En 1984, le gouvernement a tenté de remédier à cette situation en adaptant la politique de l'enfant unique, permettant aux couples ayant déjà une fille d'avoir un deuxième enfant. Cependant, même lorsque des exceptions étaient accordées à la politique de l'enfant unique pour les couples ayant une fille, les bébés filles étaient souvent abandonnées, les parents ne voulant pas supporter la charge financière d'avoir deux enfants. Cette pratique a persisté jusqu'à ce qu'ils aient un garçon.

## Situation actuelle
De nombreux couples chinois préfèrent avoir des fils car ils sont considérés comme un soutien pour leurs parents âgés plus tard dans la vie, offrant sécurité et assistance. En revanche, une fille est généralement attendue de quitter ses parents au moment du mariage pour rejoindre et s'occuper de la famille de son mari (ses beaux-parents). Dans les ménages ruraux, qui représentaient près de la moitié de la population chinoise en 2014, les hommes sont également considérés comme précieux pour effectuer les travaux agricoles et manuels,.
Une enquête intercensitaire menée en 2005 a mis en évidence des différences marquées dans le rapport de masculinité entre les provinces, allant de 1,04 au Tibet à 1,43 dans le Jiangxi. Banister (2004), dans son analyse sur la rareté des filles en Chine, a suggéré que l'infanticide féminin avait connu une résurgence à la suite de l'introduction de la politique de l'enfant unique. En revanche, d'autres chercheurs affirment que l'infanticide féminin est devenu rare en Chine aujourd'hui,, surtout depuis son interdiction par le gouvernement. Par exemple, Zeng et ses collègues (1993) soutiennent que la moitié du déséquilibre entre les sexes dans le pays est due à la sous-déclaration des naissances féminines.
Selon le Centre pour la gouvernance du secteur de la sécurité (DCAF) de Genève, le nombre de décès de bébés de sexe féminin dus à des problèmes liés au genre est évalué à environ 191 millions, un chiffre comparable au bilan total des morts causées par tous les conflits du XXe siècle. En 2012, le documentaire intitulé "It's a Girl: The Three Deadliest Words in the World" (C'est une fille : les trois mots les plus mortels du monde) a été diffusé, mettant l'accent sur l'infanticide féminin en Inde et en Chine.
Selon le septième recensement national de la population de la république populaire de Chine réalisé en 2020, le ratio hommes-femmes dans la Chine continentale a enregistré une amélioration significative, atteignant un nouveau record à la baisse de 105,07 hommes pour 100 femmes. Cela marque le ratio hommes-femmes le plus équilibré depuis le début des recensements en 1953 en république populaire de Chine.
Les conséquences de l'infanticide féminin sur la population et la société
L'infanticide féminin, surtout lié à la politique de l'enfant unique, a créé un déséquilibre entre les sexes et entre les femmes en âge de procréer, entraînant une baisse du nombre de naissances. En 2017, le taux de natalité était inférieur à 13 pour 1 000 habitants, et il y avait un excédent de 33 millions d'hommes par rapport aux femmes,. Ce déséquilibre a mené à un trafic sexuel accru, à l'enlèvement de femmes et à l'importation de mariées d'autres pays.
Prévention de l'infanticide féminin
Le gouvernement chinois a instauré trois lois pour prévenir l'infanticide féminin. La loi de 1994 sur la santé maternelle et infantile interdit la détermination du sexe du fœtus et l'usage de technologies permettant des avortements sélectifs en fonction du sexe pour protéger les nourrissons de sexe féminin. Les lois sur le mariage et la protection des femmes proscrivent aussi l'infanticide féminin et défendent les droits des femmes. Une campagne "Care for Girls" a été lancée pour soutenir financièrement les familles avec seulement des filles et promouvoir l'égalité des sexes.
Sous-déclaration des bébés filles
En décembre 2016, des chercheurs de l'Université du Kansas ont suggéré que la disparité entre les sexes en Chine était probablement exagérée à cause de la sous-déclaration et du retard d'enregistrement des femmes plutôt que des pratiques d'avortement et d'infanticide. Ils ont remis en question les idées antérieures selon lesquelles les familles chinoises tuaient massivement leurs filles, affirmant que 10 à 15 millions de femmes non enregistrées depuis 1982 pouvaient être la cause de cette disparité,. Cette sous-déclaration est liée à la politique, les familles essayant d'éviter les sanctions en cas de naissance de filles, et aux autorités locales cachant l'inapplication des lois aux autorités centrales. Cela suggère que la disparité entre les sexes des nouveau-nés en Chine a peut-être été grandement exagérée dans les études antérieures,,. Bien que le degré de divergence des données soit contesté, le défi du déséquilibre du ratio de masculinité en Chine reste un sujet de débat parmi les chercheurs,.